# Opereta

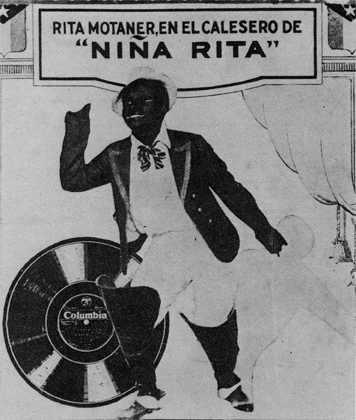
Anunci de Columbia Records per a una gravació de Rita Montaner en una producció de Niña Rita, o, La Habana el 1830, d’Eliseo Grenet i Ernesto Lecuona, una opereta del gènere espanyol de la sarsuela.

L'opereta és un gènere musical teatral derivat de l'opera buffa que neix i es desenvolupa en el decurs del segle xix, primer a París i posteriorment a Viena i Londres. Es caracteritza per tenir una durada més curta que l'òpera i per tenir un caràcter habitualment romàntic o satíric. També inclou més part de diàleg, escenes de ball i cançons.
A part de la seva durada més curta, l'opereta sol ser de caràcter lleuger i divertit. El tema pot retratar baralles d'amants, identitats equivocades, canvis sobtats de la fortuna i festes brillants. De vegades també inclou comentaris satírics.
Es creu que l'opereta té els seus orígens en gèneres teatrals populars com la commedia dell'arte, el vodevil i l'òpera balada anglesa. Durant el segle xix el terme opereta també designava les obres teatrals satíriques acompanyades de música. Tanmateix, es considera que el pare de l'opereta va ser Jacques Offenbach, tot i que en àmbit francès anteriorment es coneixen obres similars dels compositors Hervé i posteriorment Charles Lecocq. L'any 1858 Offenbach va haver de readaptar el que inicialment havia de ser una òpera, Orfeu als inferns, en una obra de menor dimensió pel tipus de la llicència teatral de què disposava.
L'any 1871 el duo operístic britànic Gilbert i Sullivan va introduir el gènere al Regne Unit i en va arribar a compondre 14, essent-ne el Mikado la més popular. La majoria de les seves operetes es basaven en històries personals d'allò més insòlites. Davant l'èxit de les seves obres, el magnat i caçatalents Richard D'Oyly Carte va fer construir el Teatre Savoy per mostrar les operetes de Gilbert i Sullivan.
L'any 1874 l'opereta arribava a la cort vienesa de la mà de Johann Strauss II, entre les quals cal destacar Die Fledermaus. Uns anys més tard Franz Léhar va actualitzar i internacionalitzar el gènere amb l'opereta Die lustige Witwe.
Cap a mitjan segle xx el gènere confluir amb el teatre musica fins a configurar un nou gènere. Richard Rodgers i Oscar Hammerstein van ser els responsables de la seva popularitat a Broadway amb musicals com Oklahoma!.

## Definicions
El terme opereta sorgeix a mitjans del segle xviii a Itàlia i es reconeix per primera vegada com a gènere independent a París al voltant de 1850. El Dictionnaire de la musique moderne de Castil-Blaze afirma que aquest terme té una llarga història i que Mozart va ser una de les primeres persones a utilitzar la paraula opereta, de manera despectiva, descrivint les operetes com «certs avortaments dramàtics, aquelles composicions en miniatura en què només es troben cançons fredes i cuplets de vodevil». La definició d'opereta ha canviat al llarg dels segles i varia segons la història de cada país amb el gènere. Sovint s'utilitza per referir-se a peces que s'assemblen a les composicions d'un acte d'Offenbach en contrast amb les seves composicions de llarga durada, opéra-bouffe. Offenbach va inventar aquesta forma d'art en resposta a les lleis opressives del govern francès que envoltaven les posades en escena d'obres que eren més grans d'un acte o que contenien més de quatre personatges.

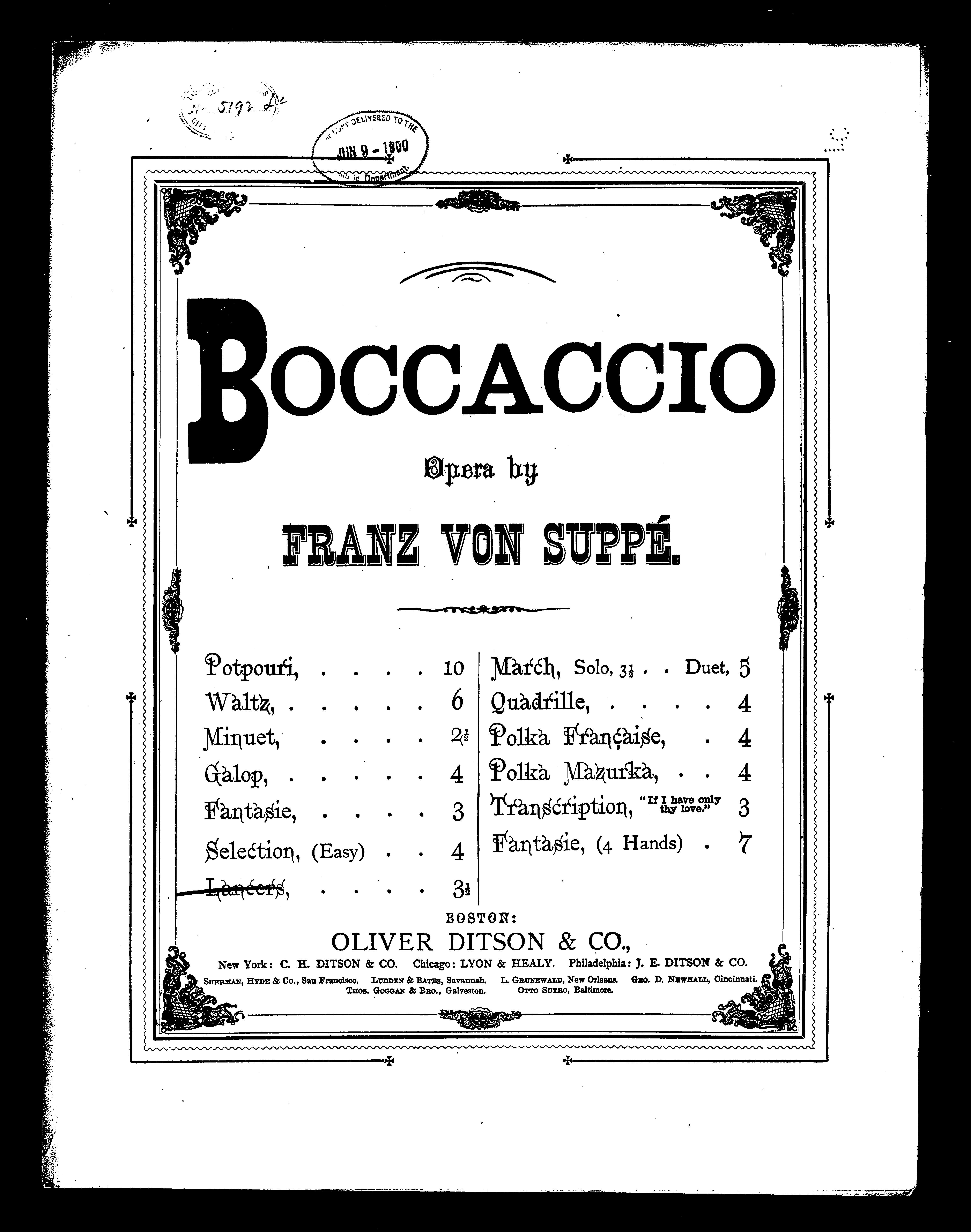
Portada de Boccaccio, oder Der Prinz von Palermo (Boccaccio, o el Príncep de Palerm) de Franz von Suppé el 1879. Un exemple de l'opereta vienesa primerenca.

## Història
L'opereta va ser reconeguda com a gènere musical al voltant de 1850 a París. El 1870, el centre de l'opereta es va traslladar a Viena quan París va caure en mans dels prussians. La forma d'opereta va continuar evolucionant durant la Primera Guerra Mundial.
Hi ha algunes característiques comunes entre les operetes que van florir des de mitjans de la dècada de 1850 fins a principis del 1900, començant per l’Opéra bouffe francesa. Contenen diàlegs parlats intercalats entre números musicals, i sovint els personatges principals, així com el cor, són cridats a ballar, tot i que la música deriva en gran part d'estils operístics del segle xix, amb èmfasi en melodies cantables. L'opereta del segle XX és més complexa i va assolir el seu punt àlgid a Àustria i Alemanya.
L'opereta és una precursora del teatre musical modern o musical. A les primeres dècades del segle XX, l'opereta va continuar existint juntament amb els musicals més nous, i cadascun es va influir mútuament. Els trets distintius de l'opereta es troben a les obres de teatre musical de Jerome Kern, Richard Rodgers i Stephen Sondheim.

## Orígens
L'opereta es va crear per primera vegada a París, França, a mitjans del segle xix per satisfer la necessitat d'obres curtes i lleugeres en contrast amb l'entreteniment de llarga durada de la cada cop més seriosa Opéra-comique. En aquell moment, la part comique del nom del gènere s'havia tornat enganyosa: Carmen (1875) de Georges Bizet és un exemple d’òpera-comique amb una trama tràgica. La definició de comique significava quelcom més proper a humanístic, destinat a retratar la vida real d'una manera més realista, representant la tragèdia i la comèdia una al costat de l'altra, tal com havia fet Shakespeare segles abans. Amb aquesta nova connotació, l'òpera-comique havia dominat l'escena operística francesa des del declivi de la tragédie lyrique. Els orígens de l'opereta francesa van començar quan els actors còmics interpretaven danses i cançons a multituds de gent a fires en escenaris a l'aire lliure. A principis del segle xviii, aquests actors van començar a interpretar paròdies còmiques d'òperes conegudes. Aquestes actuacions van formar l'opereta com un gènere casual derivat de l'òpera comique, tot tornant a una forma de música més senzilla. Molts estudiosos han debatut sobre quin compositor s'hauria d'atribuir l'inventor de l'opereta; Jacques Offenbach o Hervé. Es conclou que Hervé va completar la base, i Offenbach va refinar i desenvolupar la forma d'art en el concepte d'opereta tal com la coneixem avui. Per tant, Offenbach és considerat el pare de l'opereta francesa, però també ho és Hervé.

## Compositors notables

Cartell d'una revival d’Orphée aux enfers

Hervé va ser cantant, compositor, llibretista, director d'orquestra i pintor d'escenes. El 1842 va escriure l’opereta d'un acte, L'Ours et le pacha, basada en el popular vodevil d’Eugène Scribe i XB Saintine. El 1848, Hervé va fer la seva primera aparició notable als escenaris parisencs, amb Don Quixote et Sancho Pança (segons Cervantes), que es pot considerar el punt de partida de la nova tradició del teatre musical francès. Les obres més famoses d'Hervé són la paròdia de Gounod Le petit Faust (1869) i Mam'zelle Nitouche (1883).
Jacques Offenbach és el principal responsable del desenvolupament i la popularització de l'opereta, també anomenada opéras bouffes o opérettes —donant-li la seva enorme moda durant el Segon Imperi i posteriorment. El 1849, Offenbach va obtenir permís per obrir el Théâtre des Bouffes Parisiens, una companyia de teatre que oferia programes de dos o tres esquetxos satírics d'un acte. La companyia va tenir tant d'èxit que va portar a l'allargament d'aquests esquetxos a la durada d'una nit. Tanmateix, les produccions d'Offenbach estaven vinculades per la prefectura de policia de París, que especificava el tipus de representació que es permetria: «pantomimes amb un màxim de cinc intèrprets, diàlegs musicals còmics d'un acte per a dos o tres actors i rutines de ball amb no més de cinc ballarins; els cors estaven estrictament prohibits». Aquestes normes definien el que es va definir com a opereta: «una petita obra operística sense pretensions que no tenia implicacions tràgiques i estava dissenyada per entretenir el públic». Dos altres compositors francesos, Robert Planquette i Charles Lecocq, van seguir el model d'Offenbach i van escriure les operetes Les Cloches de Corneville (Les campanes de Normandia) i La Fille de Madame Angot (La filla de Madame Angot). Les dues operetes van ser considerades un gran èxit.

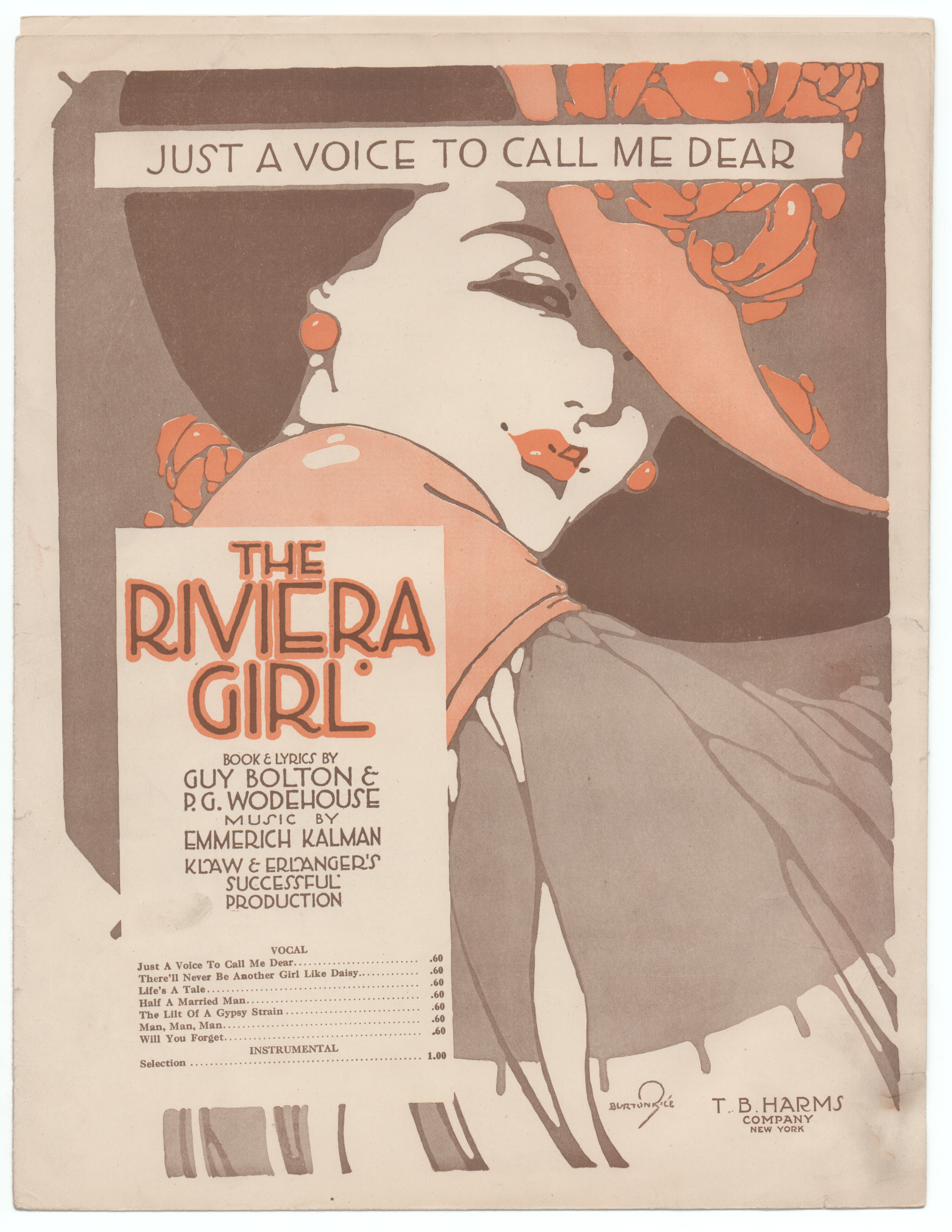
Una de les operetes més conegudes del famós dramaturg hongarès Emmerich Kálmán és Csárdáskirálynő (La reina de les czardes). Es va representar a Broadway amb el nom de Riviera Girl.

Les limitacions polítiques imposades a Offenbach i al teatre parisenc es van anar aixecant gradualment, i l'opereta va guanyar una gran popularitat. Mentre que les primeres peces d'un acte d'Offenbach van incloure Les deux aveugles, Le violoneux i Ba-ta-clan (totes del 1855) van tenir èxit, la seva primera opereta de llarga durada, Orphée aux enfers (1858), va ser, amb diferència, la que va tenir més èxit. Es va convertir en la primera opereta de repertori i es va representar centenars de vegades a Europa i més enllà. El llegat d'Offenbach es veu en operetes durant finals del segle xix i més enllà, animant Strauss el Jove a portar el gènere a Àustria-Hongria. Offenbach també va viatjar als Estats Units i Anglaterra educant músics sobre les més de 100 operetes que va escriure durant la seva vida. Aquests viatges internacionals van donar lloc a l'aparició de fortes escoles nacionals en ambdues nacions. A la dècada de 1870, però, la popularitat d'Offenbach va disminuir. El públic va mostrar més interès per les operetes romàntiques que mostraven la gràcia i el refinament del període romàntic tardà. Això incloïa l'opereta Véronique de Messager i Les saltimbanques de Louis Ganne. El segle XX va trobar que l'opereta francesa va perdre encara més el favor del públic internacional, ja que el públic internacional es va decantar cap a les operetes angloamericanes i vieneses, que van continuar desenvolupant la forma d'art fins al final del període romàntic.

## Opereta en alemany i hongarès
Offenbach no es va mostrar gens avergonyit a l'hora de difondre l'opereta arreu del continent. El 1861, va posar en escena algunes de les seves obres recents al Carltheater de Viena, cosa que va preparar el camí per a compositors austríacs i alemanys. Aviat, Viena es va convertir en l'epicentre de les produccions d'opereta. És a causa de l'opereta vienesa, no de la francesa, que el terme s'utilitza per descriure una obra completa. A més, després de la derrota prussiana el 1866, l'opereta es va convertir en el signe d'una nova era a Àustria, marcada per la modernitat i la industrialització.

### Àustria-Hongria

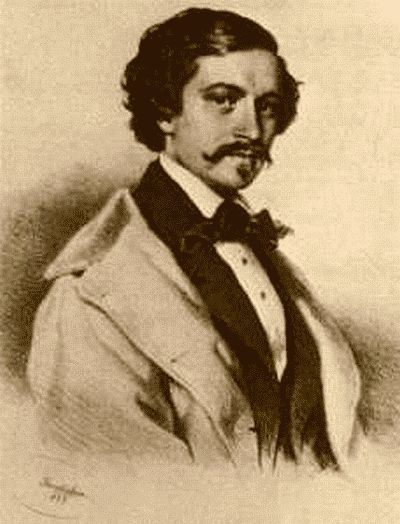
Johann Strauss II

El compositor d'opereta més important en llengua alemanya va ser l'austríac Johann Strauss II (1825–1899). Strauss va ser reclutat de la sala de ball i va introduir un estil vienès distintiu al gènere. Strauss va estar molt influenciat per l'obra d'Offenbach, tant que va col·laborar amb molts dels llibretistes d'Offenbach per a les seves obres més populars. La seva opereta, Die Fledermaus (1874), es va convertir en l'opereta més representada del món i continua sent la seva obra escènica més popular. En total, Strauss va escriure 16 operetes i una òpera, la majoria amb gran èxit quan es van estrenar.
La sàtira de Strauss sovint era genèrica, a diferència d'Offenbach, que comentava sobre assumptes de la vida real.
Les operetes, valsos, polques i marxes de Strauss sovint tenen un estil fortament vienès, i la seva popularitat fa que molts el considerin el compositor nacional d'Àustria. El Theater an der Wien mai va deixar d'atreure grans multituds quan es van estrenar les seves obres escèniques. Després de molts dels números, el públic demanava sorollosament bisos.
Franz von Suppé, també conegut com a Francesco Ezechiele Ermenegildo, Cavaliere Suppé-Demelli, va néixer el 1819 i la seva fama rivalitza amb la d'Offenbach. Suppé va ser un compositor i director d'orquestra destacat a Viena, i més conegut per la seva opereta Leichte Kavallerie (1866), Fatinitza (1876) i Boccaccio (1879). Suppé va ser contemporani de Strauss i va compondre més de 30 operetes, 180 farses, ballets i altres obres escèniques. Recentment, tot i que la majoria de les seves obres han caigut en l'obscuritat, moltes d'elles s'han representat en pel·lícules, dibuixos animats, anuncis, etc. Tant Strauss com Suppé són considerats els compositors més destacats de l'Edat d'Or de l'opereta vienesa.
Després de la mort de Johann Strauss i el seu contemporani, Franz von Suppé, Franz Lehár va ser l'hereu aparent. Lehár és àmpliament considerat el principal compositor d'operetes del segle XX i la seva opereta més reeixida, Die lustige Witwe ('La vídua alegre'), és una de les operetes clàssiques que encara es troben en repertori.

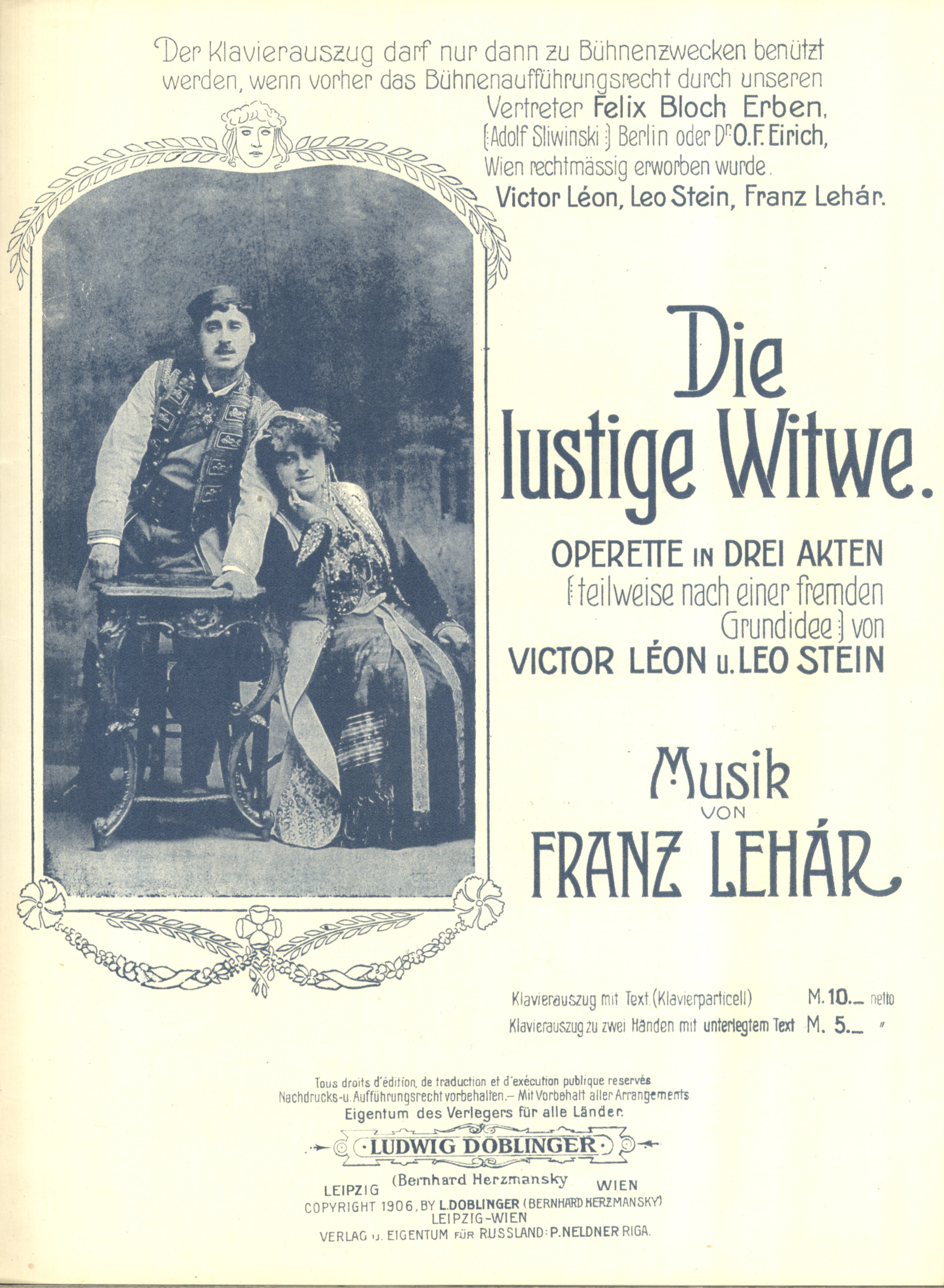
Pòster de Die lustige Witwe (La viuda alegre) de Franz Lehár

Lehár va ajudar a conduir l'opereta a l'Edat de Plata de l'opereta vienesa. Durant aquest temps, les lleis de censura vieneses es van canviar el 1919. Lehár és el principal responsable de donar vitalitat renovada al gènere. Estudiant al Conservatori de Praga, Lehár va començar com a violinista de teatre i després va començar com a compositor a l'Imperi Austrohongarès. Durant aquest 1905, Die lustige Witwe ('La vídua alegre') de Lehár va obrir el camí perquè compositors com Fall, Oscar Straus i Kálmán continuessin la tradició de l'opereta. Lehár també va ser un dels primers compositors que va començar a incorporar-la al cinema.
La tradició vienesa va ser protagonitzada per Oscar Straus, Carl Zeller, Karl Millöcker, Leo Fall, Richard Heuberger, Edmund Eysler, Ralph Benatzky, Robert Stolz, Leo Ascher, Emmerich Kálmán, Nico Dostal, Fred Raymond, Igo Hofstetter, Paul Abraham i Ivo Tijardović al segle XX.

### Alemanya

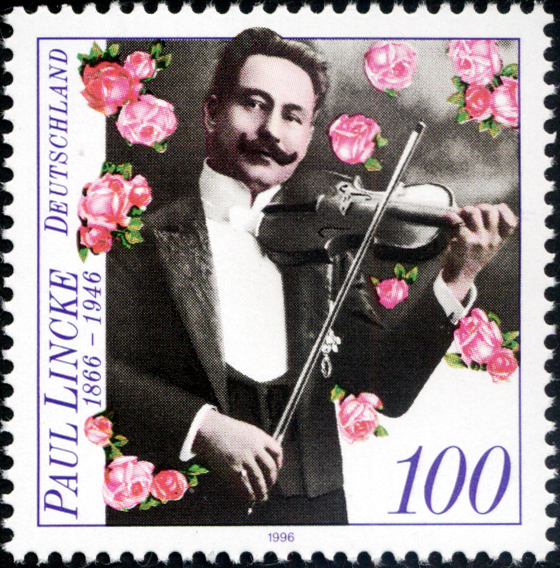
Paul Lincke, pare de l'opereta berlinesa

De la mateixa manera que Viena era el centre de l'opereta austríaca, Berlín era el centre de l'opereta alemanya. L'opereta berlinesa sovint tenia el seu propi estil, incloent-hi, sobretot després de la Primera Guerra Mundial, elements de jazz i altres ritmes de dansa sincopats, un estil transatlàntic i la presència de melodies de marxa irregulars. Les operetes berlineses també incloïen de vegades aspectes de burlesc, revista, farsa o cabaret.
Paul Lincke va ser pioner de l'opereta berlinesa el 1899 amb Frau Luna, que inclou Berliner Luft ('Aire de Berlín'), que es va convertir en l'himne no oficial de Berlín. La seva Lisístrata (1902) inclou la cançó i la melodia El cuc lluminós, que continua sent força popular internacionalment. Molt més tard, a les dècades de 1920 i 1930, Kurt Weill va adoptar una forma més extrema de l'estil de l'opereta berlinesa i la va utilitzar a les seves òperes, operetes i musicals. Es pot discutir que algunes de les composicions de Kurt Weill es podrien considerar opereta modernista.
L'opereta d'estil berlinès va coexistir amb operetes alemanyes més burgeses, encantadores, casolanes i nacionalistes, algunes de les quals s'anomenaven Volksoperetten (operetes folklòriques). Un bon exemple és la popularíssima Schwarzwaldmädel ('Noia de la Selva Negra') de Leon Jessel de 1917. Aquestes operetes bucòliques, nostàlgiques i casolanes van ser oficialment preferides a les operetes d'estil berlinès després de 1933, quan els nazis van arribar al poder i van instituir la Reichsmusikkammer (Institut Estatal de Música), que va desaprovar i prohibir la música decadent com el jazz i formes musicals estrangeres similars. A principis del segle xxi, el renaixement alemany de l'opereta va ser un desenvolupament teatral imprevist.
Entre els compositors d'opereta alemanys més destacats hi ha Paul Lincke, Eduard Künneke, Walter Kollo, Jean Gilbert, Leon Jessel, Rudolf Dellinger, Walter Goetze i Ludwig Schmidseder.

## Opereta en anglès

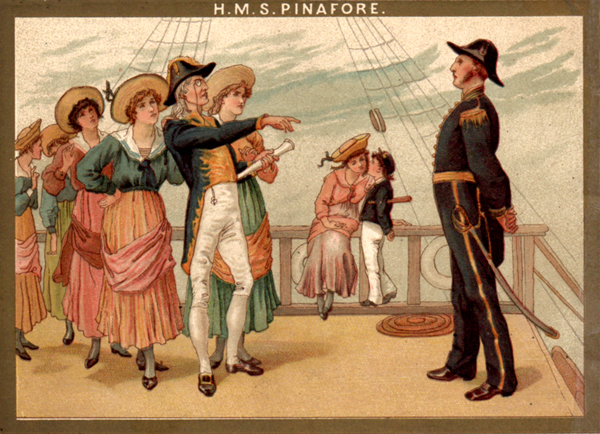
HMS Pinafore

La influència d'Offenbach va arribar a Anglaterra a la dècada del 1860. Arthur Sullivan, del duet Gilbert i Sullivan, va compondre Cox and Box (1866) com a reacció directa a Les deux aveugles (1855) d'Offenbach. Gilbert i Sullivan van consolidar el format a Anglaterra amb la seva llarga col·laboració durant l’època victoriana. Amb W. S. Gilbert escrivint els llibrets i Sullivan component la música, la parella va produir 14 òperes còmiques, que més tard es van anomenar Savoy Operas. La majoria van ser enormement populars a Gran Bretanya, els Estats Units i altres llocs. Gilbert, Sullivan i el seu productor Richard D'Oyly Carte anomenen les seves obres conjuntes òperes còmiques per distingir aquesta obra familiar de les operetes franceses atrevides de les dècades del 1850 i del 1860. Les seves obres, com ara HMS Pinafore, The Pirates of Penzance i The Mikado, continuen gaudint de representacions regulars a tot el món angloparlant. Tot i que moltes d'aquestes òperes semblen molt alegres, obres com ara The Mikado feien comentaris polítics sobre el govern i l'exèrcit britànics, amb un dels temes principals sent la pena capital, que encara s'utilitzava àmpliament en aquell moment.

L'opereta anglesa va continuar fins a la dècada del 1890, amb obres de compositors com Edward German, Ivan Caryll i Sidney Jones. Aquestes van evolucionar ràpidament cap a les peces més lleugeres de cançó i dansa conegudes com a comèdia musical eduardiana. A partir del 1907, amb La vídua alegre, moltes de les operetes vieneses es van adaptar amb molt d'èxit als escenaris anglesos. Per explicar aquest fenomen, Derek Scott escriu:
| « | El gener de 1908, el Daily Mail de Londres va afirmar que La vídua alegre s'havia representat 450 vegades a Viena, 400 vegades a Berlín, 350 vegades a Sant Petersburg, 300 vegades a Copenhaguen, i que actualment es representava cada vespre a Europa en nou idiomes. Als EUA, cinc companyies la presentaven, i la cursa per les entrades al New Amsterdam Theatre es comparava amb la febril multitud a les portes d'un banc amenaçat. Stan Czech, a la seva biografia de Lehár, afirma que el 1910 s'havia representat unes 18.000 vegades en deu idiomes en 154 escenaris americans, 142 alemanys i 135 britànics. | » |

L'acollida internacional de l'opereta es va correlacionar directament amb el desenvolupament tant del West End de Londres com de Broadway de Nova York. El públic americà va conèixer l'opereta per primera vegada a través del HMS Pinafore de Gilbert i Sullivan el 1878. Entre els compositors d'opereta americans hi havia Victor Herbert, les obres del qual a principis del segle XX van ser influenciades tant per l'opereta vienesa com per Gilbert i Sullivan. El van seguir Sigmund Romberg i Rudolph Friml. No obstant això, l'opereta americana va donar pas en gran mesura, al final de la Primera Guerra Mundial, a musicals, com els musicals del Princess Theatre, i revistes, seguides dels musicals de Rodgers i Hart, Cole Porter, Irving Berlin i altres. Una altra opereta notable en anglès és Candide de Leonard Bernstein. Es va anunciar com una opereta còmica. La partitura de Càndid, en certa manera, era típica del gènere anunciat amb alguns valsos, però Bernstein va afegir la dansa escocesa, la gavota i altres danses, i també va entrar al teatre de l'òpera amb l'ària «Glitter and Be Gay»

## Opereta en italià
L'opereta va ser el primer gènere vocal importat a Itàlia. Des de la dècada de 1860, compositors francesos i vienesos com Offenbach, Hervé, Suppé, Strauss Jr. i Lehár han influït significativament en la tradició operística d'Itàlia. La popularitat generalitzada de l'opereta estrangera a Itàlia va arribar al seu punt àlgid a principis de segle, en particular amb l'èxit de La vedova allegra, que es va estrenar a Milà el 1907. Els compositors d'opereta italians tendien a ampliar la definició d'"opereta" més que altres nacions per tal d'adaptar-se a la bellesa de l'estil de l'òpera romàntica italiana. Un exemple seria Giacomo Puccini, que va desenvolupar la seva obra en l'estil verisimo realista, i componia operetes en tres actes. Altres compositors notables d'opereta italiana són Vincenzo Valente, Ruggero Leoncavallo, Pasquale Mario Costa, Pietro Mascagni, Carlo Lombardo, Enrico Toselli, Virgilio Ranzato i Giuseppe Pietri.

### Rebuda i controvèrsia
El públic de l'opereta durant les dècades de 1860 i 1870 es descriu com a sorollós i bulliciós. L'opereta va ser considerada una de les principals controvèrsies sobre la música i la cultura italianes entre les dècades de 1860 i 1920. Durant aquest període, forts matisos nacionalistes a Itàlia s'esforçaven per unificar la seva identitat nacional. Reconeixent l'opereta com un gènere estranger, l'opereta es percebia com una forma d'art que contaminaria l'òpera italiana o soscavaria il·legítimament la seva primacia a l'escenari. No va ser fins a principis del segle XX que els compositors italians es van dedicar sistemàticament a escriure opereta.

## L'opereta a Catalunya

### Orígens i context
L’opereta, tal com es va desenvolupar a mitjan segle XIX a París (Offenbach) i Viena (Strauss, Lehár), arribà a Catalunya sobretot a través de traduccions i adaptacions.
Barcelona, amb teatres com el Teatre Principal o el Gran Teatre del Liceu, acollia versions en italià, francès i castellà, però també en català quan el públic potencial ho feia viable.
A finals del segle XIX i inicis del XX, dins el moviment modernista i posteriorment noucentista, hi hagué un cert interès per fer teatre líric lleuger en català, a vegades a mig camí entre sarsuela i opereta.
Moltes operetes vieneses i franceses es representaven en català adaptant l’argument i les lletres, especialment per a públics locals.
Les companyies catalanes sovint catalanitzaven noms i contextos.

### Creacions originals
Tot i que no tan habituals com la sarsuela catalana, hi hagué peces amb esperit d’opereta:
Enric Morera (més conegut per l’òpera i la cançó) va escriure obres de teatre líric lleuger amb to humorístic.
Amadeu Vives en va compondre algunes que es podrien considerar a mig camí entre sarsuela i opereta.
Alguns autors locals, com Rafael Martínez Valls, es van inspirar en l’opereta per fer peces lleugeres amb diàlegs parlats i números musicals.
Durant la Segona República es va intentar revitalitzar el teatre musical català, però la Guerra Civil i la censura franquista van limitar l’ús del català.
Les operetes catalanes gairebé desaparegueren de l’escena pública, tot i que es feien en cercles amateurs.
Com a figura destacada cal destacar Conrad Colomer (1840–1898), dramaturg i libretista destacat de la Renaixença, que va adaptar operetes austrohúngareses al català, com  El diablo en el cuerpo — opereta còmica francesa i Ki-ki Ri-ki — opereta bufesca en un acte, adaptació d’autors francesos. També va escriure sarsueles i llibrets originals en català amb esperit lleuger i humorístic.